# Valea Regilor

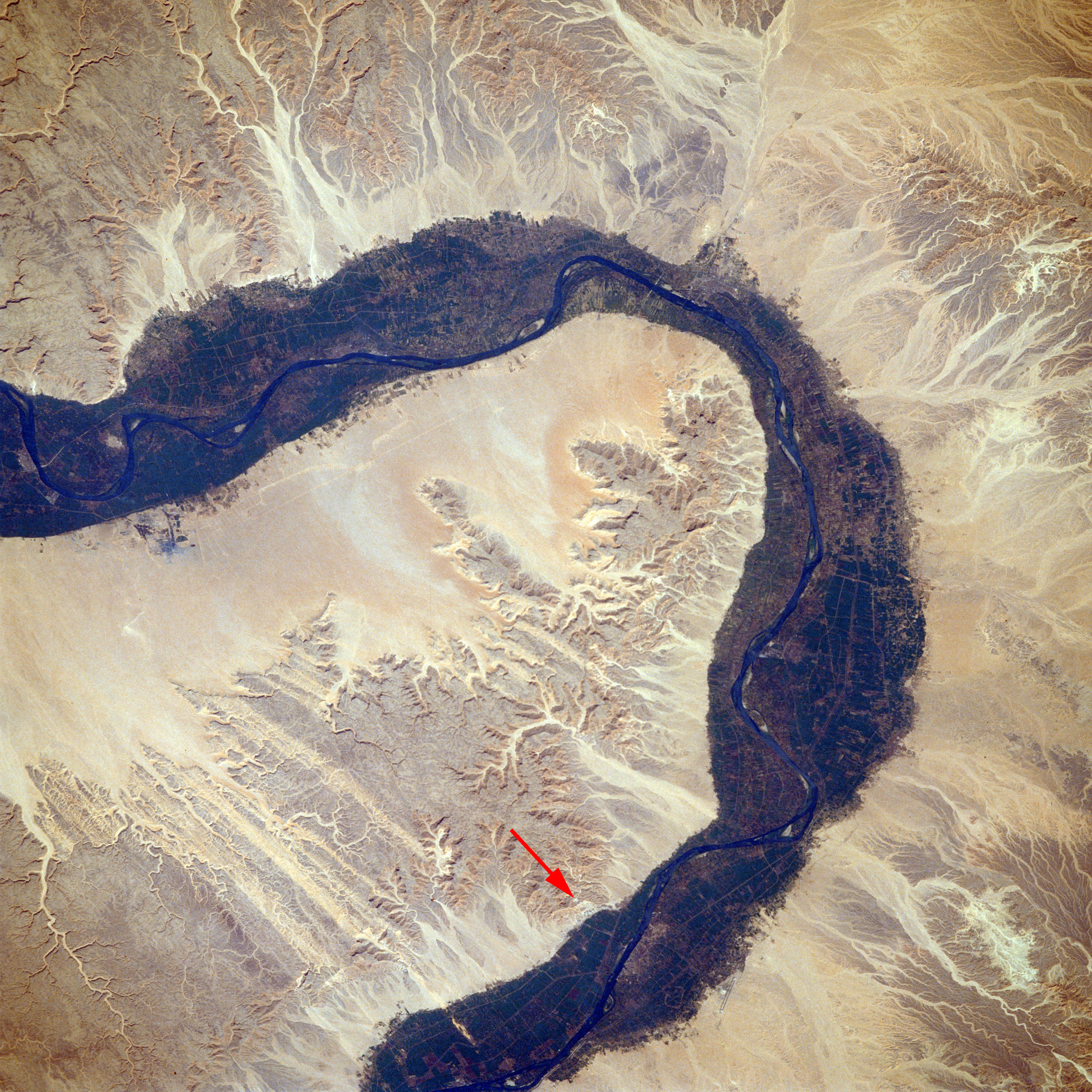
Valea Regilor (indicată de săgeată), la vest de Nil

Valea Regilor (în arabă: وادي الملوك Wadi Biban el-Muluk; „Porțile regilor”) este o vale din Egipt unde de-a lungul unei perioade de aproape 500 de ani (sec. 16 î.Hr. - sec. 11 î.Hr.) au fost excavate morminte pentru faraonii și nobilii din Noul Regat Egiptean. Valea se află situată pe malul de vest al Nilului, în dreptul orașului Theba (azi Luxor).
Zona a fost cercetată arheologic începând cu sfârșitul secolului al XVIII-lea, mormintele sale fiind studiate și în prezent. Valea a devenit faimoasă după 1922, ca urmare a descoperirii mormântului lui Tutankhamon (cu al său „blestem”).

## Istoric

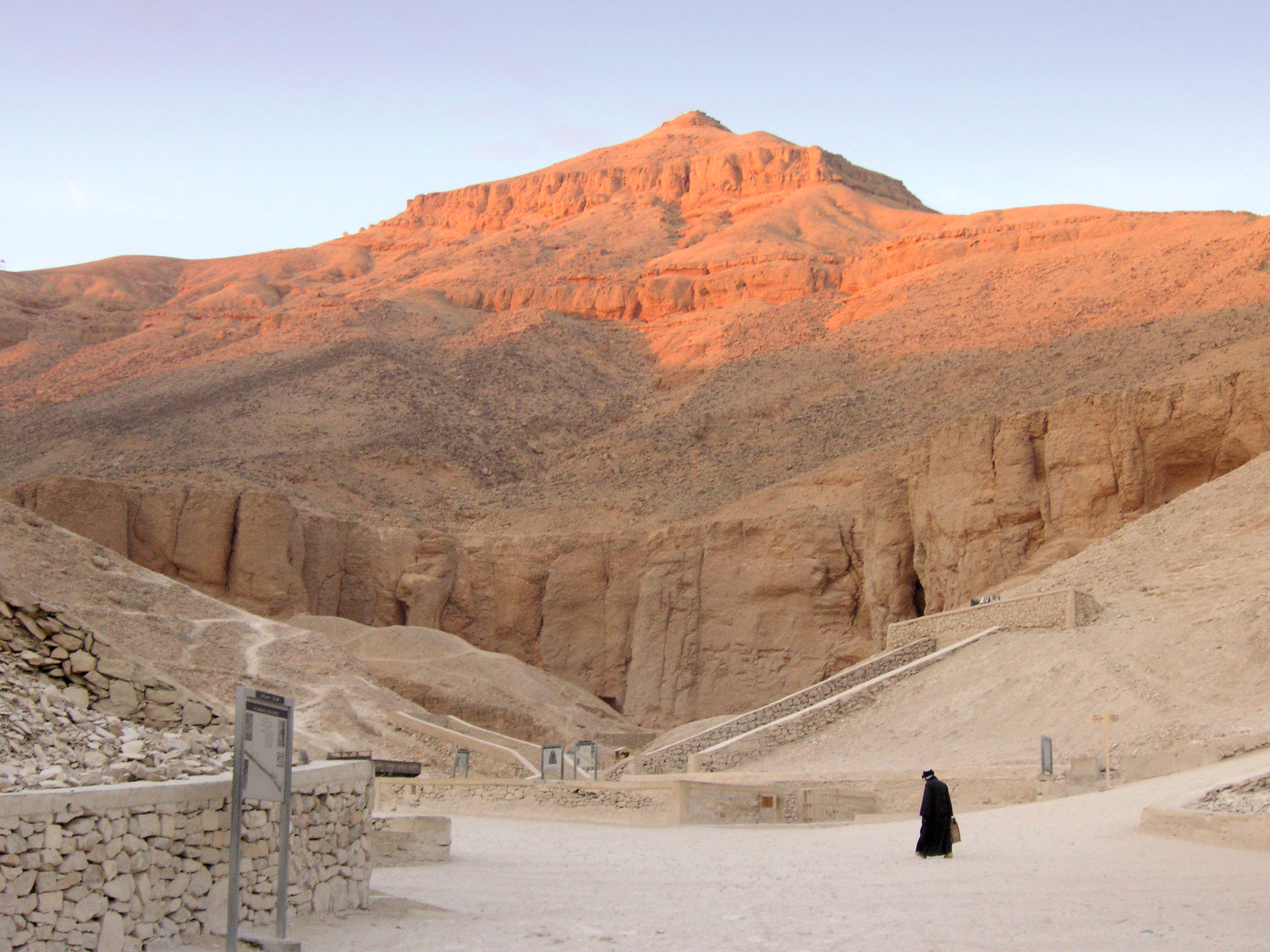
Vârful al-Qurn, care domină dealurile Thebei

După înfrângerea hicsoșilor și reunificarea Egiptului sub conducerea lui Ahmose I, regii thebani au început să construiască morminte sofisticate, care să le reflecte puterea. Primele au fost cele ale lui Amenhotep I (deși identificarea lui este disputată) și al lui Tutmes I, al cărui sfetnic Ineni a lăsat scris că el l-a sfătuit pe rege să-si construiască mormântul acolo.
În vale s-au construit morminte începând din 1539 î.Hr., până la 1075 î.Hr.; sunt cel puțin 63 de morminte importante, începând cu cel al lui Tutmes I (sau chiar mai devreme) și terminând cu cele ale lui Ramses X sau XI.
În ciuda numelui, Valea Regilor are și morminte ale nobililor, precum și ale soțiilor și copiilor faraonilor și nobililor. În vremea lui Ramses I (ca. 1301 î.Hr.) femeile au început să fie îngropate în Valea Reginelor, deși unele au continuat să fie îngropate împreună cu soții lor, în Valea Regilor.

### Necropola regală
Numele oficial al zonei, în Antichitate, era Marea și maiestuoasa necropolă a milioanelor de ani de faraoni, viață, prosperitate și sănătate la vest de Teba, sau mai scurt Ta-sekhet-ma'at (Marele Câmp).
| G41 | G1 | Aa1 · D21 | O1 | O29 · Y1 | A50 | s | Z4 · Y1 | G7 | N35 | C11 | Z2 · N35 | M4 | M4 | M4 | t · Z2 · N35 | O29 · O1 · O1 | G7 | S34 | U28 | s | D2 · Z1 | R14 | t · t | N23 · Z1 · N35 | R19 | t · O49 | G7 |

La începutul dinastiei a 18-a doar regii erau înmormântați în morminte mari, ceilalți în necropole mai mici, apropiate de mormântul stăpânului. Mormântul lui Amenhotep III a fost construit în Valea de vest; fiul său Akhenaten a mutat construcția de necropole la Amarna, deși se crede că mormântul neterminat WV25 a fost început pentru el. La sfârșitul dinastiei a 18-a, Tutankhamon, Ay și apoi Horeb s-au întors la vechea locație.
Dinastiile a 19-a și a 20-a au marcat o mărire a mormintelor (atât aici cât și în Valea Reginelor), Ramses II și Ramses III construind necropole mari (KV55 și KV3) pentru înmormântarea fiilor lor. Câțiva regi nu au fost înmormântați aici (sau nu li s-a găsit mormântul). Tutmes II probabil a fost îngropat la Dra' Abu el-Naga', mormântul lui Smenkhkare nu a fost găsit, iar Ramses VIII se pare că a fost înmormântat în alt loc.

## Explorarea văii

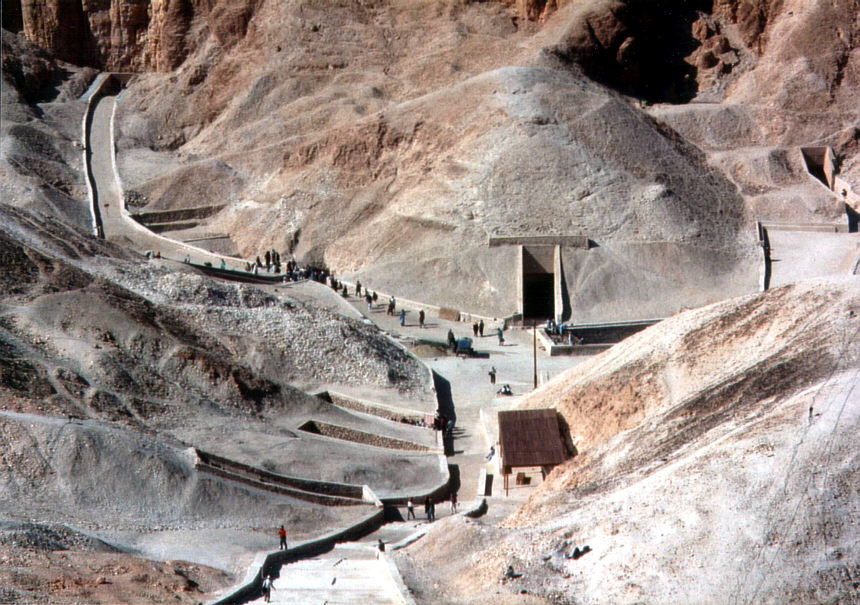
Vedere cu zona din jurul mormântului KV62

Valea Regilor a fost un important domeniu al cercetărilor egiptologice de-a lungul timpului.

### Antichitate
Scriitorii antici greci Strabo (sec. 1 î.Hr.) și Diodorus Siculus (sec. 1 d.Hr.) au afirmat că numărul total de morminte este 47, din care, la acea dată, numai 17 erau nevandalizate.
Valea a mai fost vizitată și de alții în acele timpuri, multe dintre morminte având înscrisuri în greacă și latină, uneori și feniciană, cipriotă, liciană, coptă și altele. Cea mai veche dintre ele a fost datată din 278 î.Hr.

### Secolul 18
Înainte de secolul 19 călătoria din Europa spre Theba (și de fapt orice loc din Egipt) era dificilă; înaintea călătoriilor preotului iezuit francez Claude Sicard, în 1726, nu se știa prea bine nici unde e Theba. Se știa ca e pe Nil, dar era des confundată cu Memphis sau alte locuri. Unul din primii călători care a transmis date despre Theba este aventurierul și artistul danez Frederic Louis Norden. A fost urmat de Richard Pococke, care a și publicat prima hartă modernă a văii, în 1743 .
Expediția franceză
În 1799, odată cu campania din Egipt a lui Napoleon, savanții expediției (în special Dominique Vivant) au făcut hărți cu amplasarea mormintelor cunoscute, și pentru prima oară au cercetat Valea de vest, unde au descoperit mormântul lui Amenhotep III (WV22).

### Secolul 19

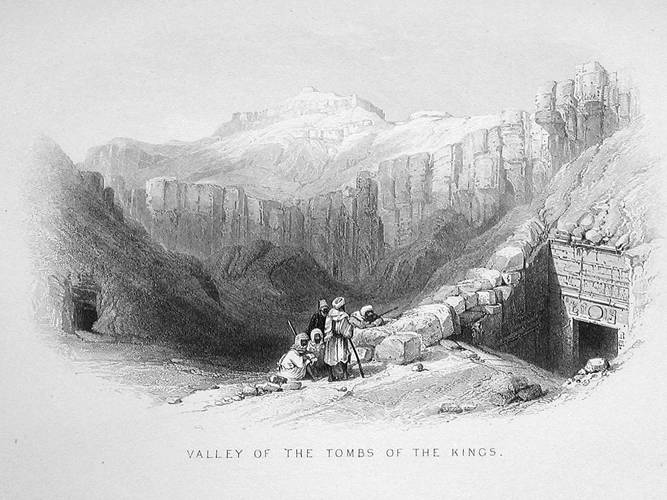
Desen din 1862 al văii în care se vede un mormânt deschis

Explorarea europenilor în zona Thebei a continuat în secolul 19, încurajată și de reușita lui Champollion, care, la începutul secolului, a descifrat scrisul hieroglific.
Italianul Giovanni Battista Belzoni a descoperit câteva morminte, printre care cel al lui Ay (WV23), în Valea de vest în 1816, și cel al lui Seti I (KV17) anul următor. La sfârșitul explorărilor sale Belzoni a declarat că toate mormintele au fost descoperite și nu mai e nimic de căutat.
În 1827, John Gardiner Wilkinson a primit sarcina de a picta tablouri cu intrările fiecărui mormânt și a le eticheta; mormintele au fost numerotate de la KV1 la KV21.
Champollion însuși a vizitat valea, împreună cu Ippolito Rosellini și Nestor L'Hôte, în expediția franco-toscană din 1829. Expediția a petrecut 2 luni acolo, vizitând 16 dintre morminte, la care au descifrat inscripțiile și au identificat ale cui morminte sunt. Ei au luat și decorațiile de pe pereții mormântului KV17, decorații care sunt în prezent la muzeul Louvre.
În 1845-1846 valea a fost explorată de Karl Richard Lepsius.
În a doua jumătate a secolului eforturile s-au concentrat pe conservarea antichităților. Serviciul de antichități egiptene, condus de Auguste Mariette, a început să exploreze valea, la început cu Eugène Lefébure în 1883, apoi cu Jules Baillet și Georges Bénédite în 1888, și în sfârșit Victor Loret din 1898 până în 1899, care a descoperit 16 noi morminte.
Când Gaston Maspero a fost re-numit ca șef al Serviciul de antichități egiptene, acesta l-a numit pe Howard Carter ca inspector șef, iar acesta a descoperit câteva noi morminte și a explorat altele.

### Secolul 20
La începutul secolului 20, americanul Theodore M. Davis a primit permisiunea de explorare în vale, și echipa sa a descoperit câteva morminte regale și nobiliare (KV43, KV46 și KV57 fiind mai importante). În 1907 au descoperit posibila cameră ascunsă din perioada Amarna în KV55. După ce au descoperit presupusa cameră mortuară a lui Tutankamon (KV61), au anunțat că valea este explorată complet și nu vor mai fi descoperite noi morminte.

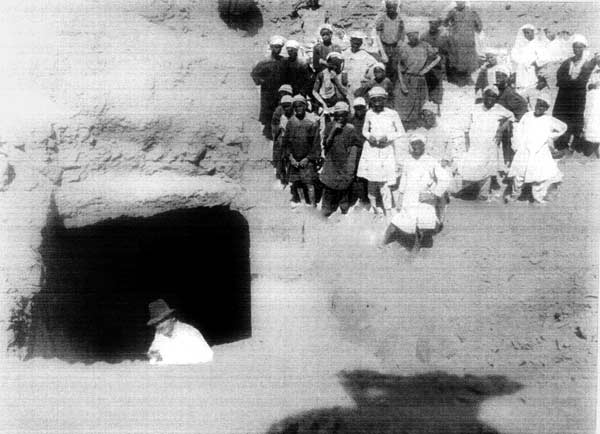
Intrarea mormântului lui Horemheb, poză din 1908

În noiembrie 1922 Howard Carter a descoperit adevăratul mormânt al lui Tutankamon (KV62).
La sfârșitul secolului, proiectul Theban Mapping Project a redescoperit și explorat mormântul KV5, care este probabil cel mai mare, având cel puțin 120 de camere.
- În secolul al XX-lea, s-au descoperit multe morminte în Valea Regilor. Un bogat englez, lordul Carnavon, a găsit mormântul lui Tutankamon în care a descoperit un tezaur deosebit. Mai multe cazuri de moarte nelămurită a celor ce au intrat in contact cu acest mormânt, publicate în ziarele din 1923,au îndreptățit pe oameni să creadă într-un blestem al faraonului.

### Secolul 21
În 2001 proiectul Theban Mapping Project, pornit în 1978, a continuat explorarea văii și catalogarea mormintelor.
La 8 februarie 2006, „Consiliul suprem al antichităților” a anunțat că o echipă americană, de la Universitatea Memphis, a descoperit un mormânt faraonic (KV63) aparținând dinastiei a 18-a. Se pare însă că este mai degrabă o cameră cu materiale funerare, decât un mormânt. Nu au fost găsite mumii.
La 31 iulie 2006, Nicholas Reeves, egiptolog englez, a anunțat că a descoperit o anomalie subterană, folosind un radar specializat. El a denumit această anomalie KV64, ceea ce a generat o controversă, deoarece numai „Consiliul suprem al antichităților” are dreptul de a da nume; în plus, nici măcar nu se știe dacă acolo e într-adevăr un mormânt.

## Istoricul mormintelor
Localizare

Amplasarea mormintelor din Valea Regilor

Primele morminte au fost amplasate în fațadele stâncilor, deasupra pietrișului de la baza dealurilor, sub cascadele temporare cauzate de ploi (ex. KV34 și KV43). După ce aceste locații s-au umplut, mormintele au început să fie construite pe fundul văii (KV62 și KV63), mutându-se apoi din nou spre locuri mai înalte, ca urmare a umplerii văii cu pietriș.
Arhitectură

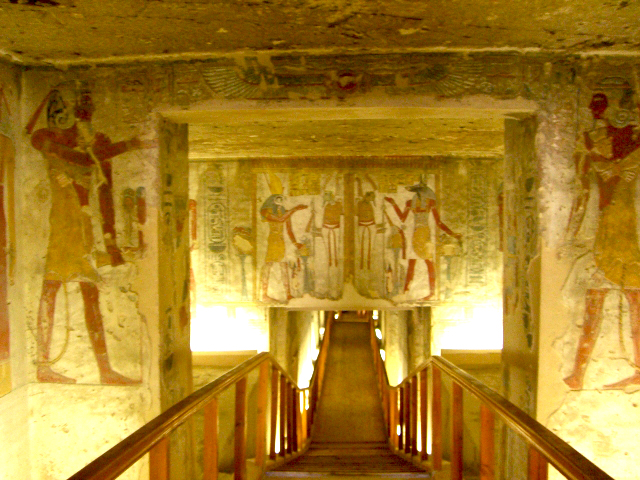
Mormântul lui Twosret și Setnakhte

Modelul obișnuit este un coridor lung, în pantă, tăiat în stâncă, care trece prin una sau două săli, până ajunge la camera mortuară. La primele morminte coridorul face cel puțin o dată un unghi de 90° (ex. KV43, al lui Tutmes IV ), acest model purtând numele de „axa frântă”. După înmormântare coridoarele urmau să fie astupate cu pietriș și intrarea în mormânt camuflată.
După sfârșitul „perioadei Amarna”, coridorul începe să fie mai drept, cu o frântură dublă la mijloc (KV 57 al lui Horemheb este tipic în acest sens), până se ajunge la o axă dreaptă în întregime, la dinastiile 19 și 20 (mormintele lui Ramses III, KV11 și Ramses IX, KV6). Odată cu îndreptarea axei, și panta a început să fie mai mică, dispărând practic la sfârșitul dinastiei 20.
Altă caracteristică a multor morminte este puțul, care avea o cameră separată, și pare a fi fost gândit inițial ca mijloc de prevenire împotriva inundațiilor. Mai târziu se pare că a dobândit o semnificație magică. La sfârșitul dinastiei 20 puțul nu mai este excavat, dar camera puțului este încă prezentă.
Decorații

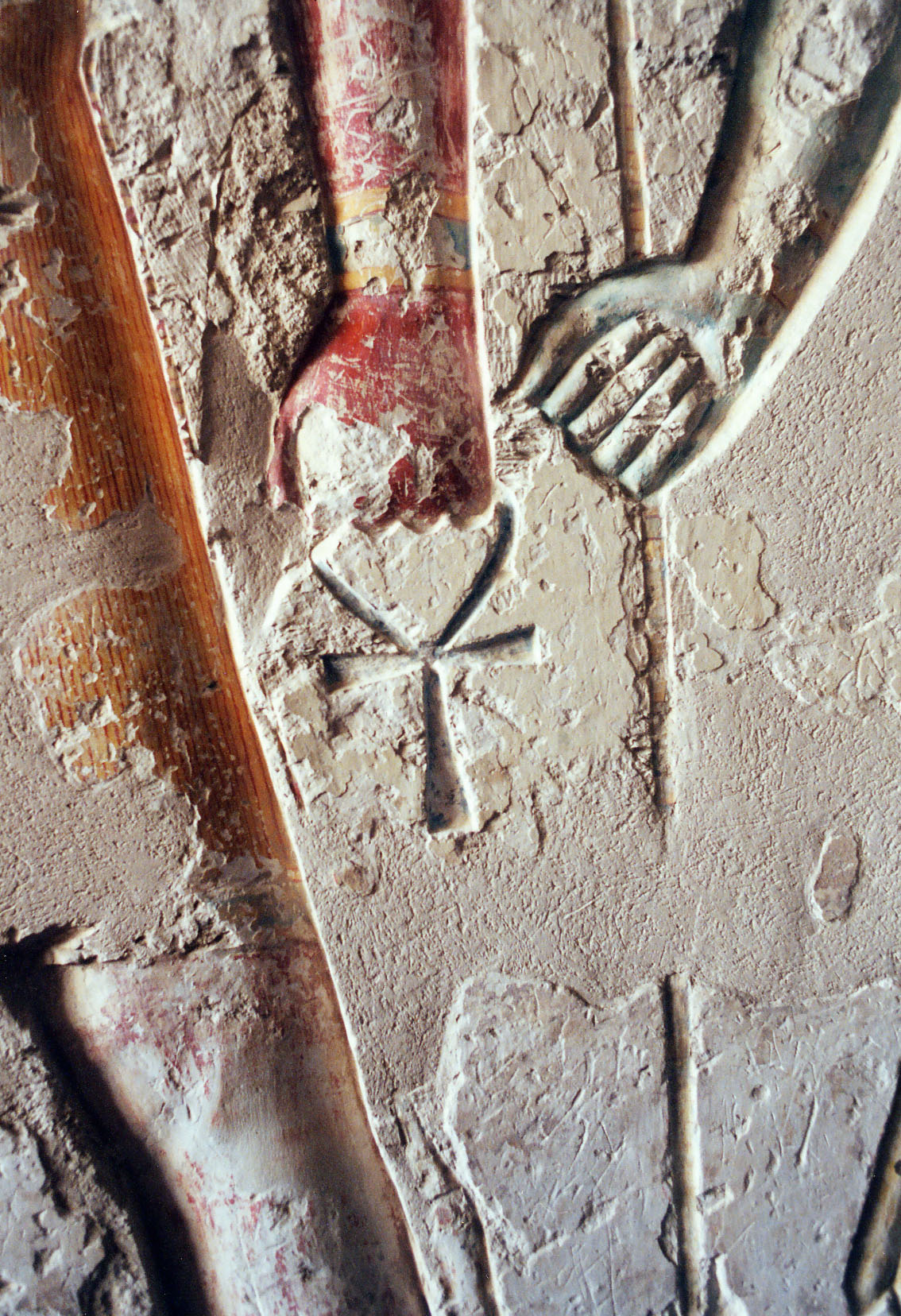
Detaliu al decorațiilor din KV2

Majoritatea mormintelor au fost decorate cu texte religioase și imagini. Primele morminte au fost decorate cu scene din Amduat (Cel care este în lumea de dedesubt), povestea călătoriei regelui-soare în timpul nopții. Începând de la Horemheb, mormintele au fost decorate cu Cartea Porților, care îl arată pe zeul-soare trecând prin cele 12 porți care împart noaptea, și îi asigură celui înmormântat acolo siguranță în timpul nopții. La sfârșitul dinastiei a 19-a apare pictată Cartea Cavernelor, care împarte lumea subterană în caverne și în care stau zeitățile împreună cu cei morți, care așteaptă să treacă soarele și să fie aduși din nou la viață. Mormântul lui Ramses III are Cartea Pământului, unde lumea subterană este împărțită în patru, și în care discul soarelui este aruncat din pământ de Naunet.
Tavanele camerelor mortuare sunt pictate, începând de la Seti I, cu ceea ce se cheamă Cartea Cerurilor, care descrie de asemenea călătoria soarelui în timpul celor 12 ore ale nopții. Tot începând cu Seti I apare Rugăciunea lui Ra, un lung imn către zeul-soare.
Obiecte mortuare
Fiecare mormânt are obiecte care asigură decedatului o existență confortabilă în viața de după, precum și statuete Shabti.
Numerotarea mormintelor
Abrevierea modernă KV vine de la englezescul King’s Valley (Valea Regilor), mormintele fiind numerotate în ordinea descoperirii, de la Ramses VII (KV1) până la KV63 (descoperit în 2005).
Mormintele din Valea de Vest au prefixul WV (West Valley), și urmează același sistem de numărare.

### A optsprezecea dinastie

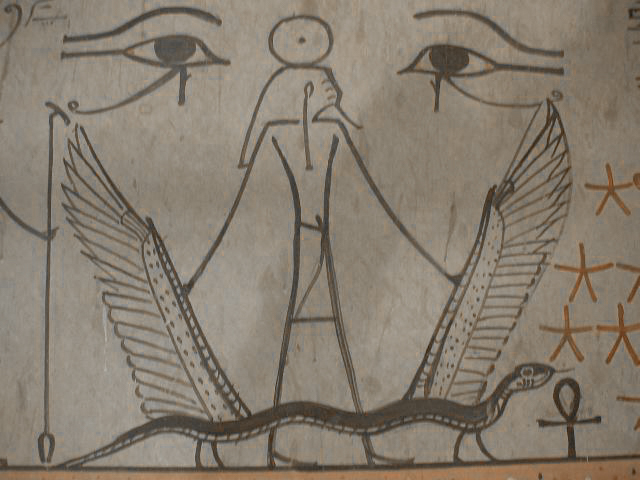
KV34, Tutmes III

Mormintele din XVIII-a Dinastie Egipteană variază în decorații, stil și localizare. Din această perioadă avem mormintele lui Hatshepsut (KV20, care are și o formă unică, culoarul de acces având 200m, camera funerară fiind la 97m sub pământ), ale lui Tutmes III (KV34) și Tutmes IV (KV43), cel mai impunător fiind al lui Amenhotep III (WV22), aflat în Valea de vest.
În această perioadă nobilii importanți încep să fie îngropați cu familia regală, cel mai cunoscut mormânt fiind cel comun al lui Yuya și Tjuyu (KV46).

#### Perioada Amarna
Reluarea vechii zone de amplasare a mormintelor de la Theba, la sfârșitul perioadei Amarna, marchează o schimbare în forma mormintelor, axa frântă la mijloc fiind abandonată în favoarea unei axe drepte. În Valea de vest există un mormânt început, care se crede că ar fi fost destinat lui Akhenaten, dar nu s-a construit decât o intrare și câteva trepte. În apropiere se află mormântul lui Ay, succesorul lui Tuthankamon, despre care se crede că a fost început pentru acesta din urmă, dar a fost în cele din urmă folosit de Ay. Astfel se poate explica mărimea mai mică a lui KV62, mormântul în care a fost găsit Tuthankamon, și care se presupune că a fost inițial destinat lui Ay.

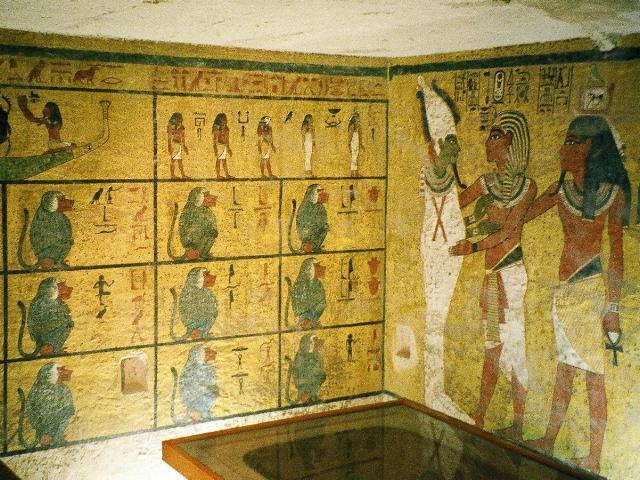
KV62

Celelalte morminte din perioada Amarna sunt situate într-o zonă restrânsă în centrul Văii de est, unde au fost probabil înmormântați faraonii Tiy și Semenkhkare sau Akhenaten.
În apropiere se află KV62, al lui Tuthankamon, una din cele mai faimoase descoperiri arheologice, făcută la 4 noiembrie 1922 de către Howard Carter. Mormântul a fost găsit aproape intact, deși s-a mai intrat în el înainte de data descoperirii lui. Opulența mormântului este impresionantă, știindu-se că Tuthankamon a fost un faraon neimportant, putându-se presupune că alte morminte (jefuite de-a lungul timpului) au fost mult mai bogate.
Mormântul lui Horemheb din apropiere (KV57) este rar deschis vizitatorilor și este decorat cu superbe picturi.

### A nouăsprezecea dinastie
Mormântul primului rege al dinastiei, Ramses I, (KV16) a fost finalizat în grabă (datorită morții regelui), totuși este frumos decorat și are sarcofagul regelui. E unul din cele mai vizitate morminte.Fiul său, care i-a succedat la tron, Seti I, are mormântul (KV17) considerat cel mai frumos din vale, cu basoreliefuri și picturi bine executate.

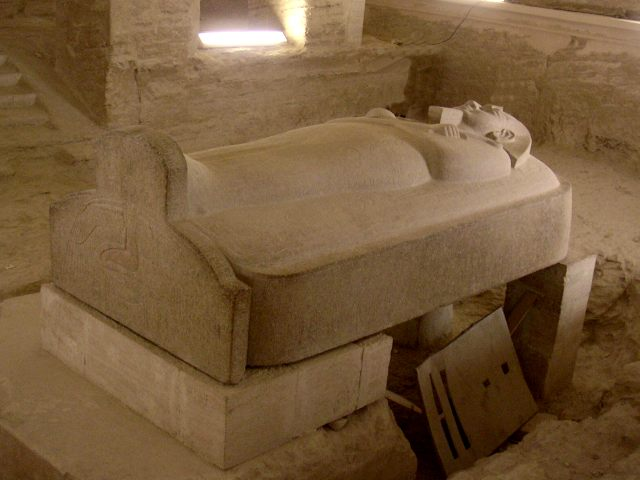
KV8

Fiul lui Seti, Ramses II, a construit un mormânt masiv (KV7), dar care se află într-o stare de degradare, fiind supus lucrărilor de conservare . Are axa frântă, probabil ca urmare a calității proaste a solului din regiune. În același timp, în partea opusă propriului mormânt, Ramses II a mărit un mic mormânt anterior (KV5), al unui nobil necunoscut din timpul dinastiei a 18-a, cu scopul de a fi înmormântați acolo numeroșii săi fii. Având 120 de camere cunoscute, este probabil cel mai mare mormânt din vale. Mormântul fiului lui Ramses II, Merenptah (KV8), a fost deschis încă din antichitate; are o lungime de 160 m, terminându-se într-o cameră mortuară care a conținut odată un set de 4 sarcofage. Frumos decorat, este deschis publicului marea parte a anului. Ultimii regi al dinastiei au construit morminte asemănătoare, mai notabil fiind KV47 al lui Siptah, care e frumos decorat, mai ales tavanul.

### A douăzecea dinastie

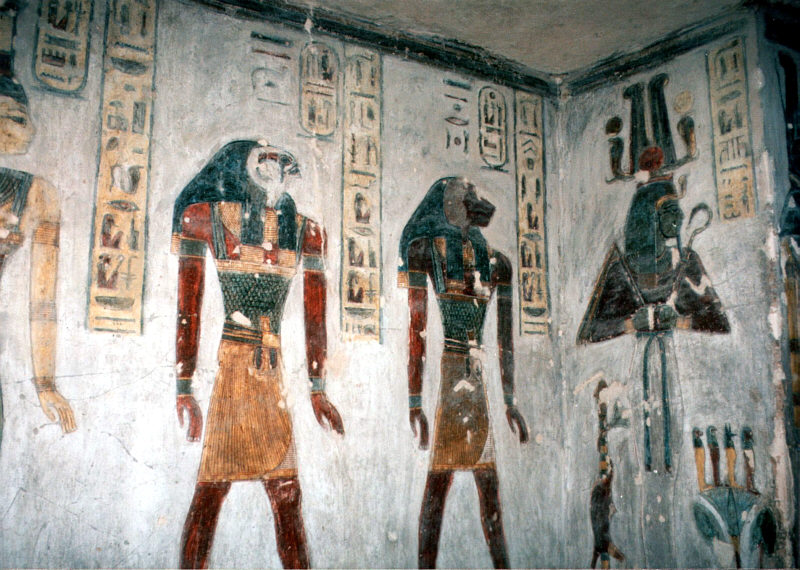
KV11

Primul rege al dinastiei, Setnakhte, are un mormânt (KV14) care comunică cu cel al faraoanei Twosret din a 19-a dinastie, fiind astfel unul din cele mai mari, peste 112 metri.
KV11, mormântul lui Ramses al III-lea, este unul din cele mai mari și bogat decorate din vale, fiind deschis și publicului. Succesorii lui Ramses III au construit necropole cu axe drepte, decorate în stil asemănător. KV2, mormântul lui Ramses IV, deschis încă din antichitate, conține un mare număr de înscrisuri hieratice și este decorat cu diferite scene religioase. Mormântul comun al lui Ramses V și Ramses VI (KV9) (cunoscut și ca mormântul metempsihozei) este de asemenea decorat cu gravuri cu scene de natură religioasă. Deschis încă din antichitate, conține peste o mie de graffiti în greaca antică, latină și coptă.

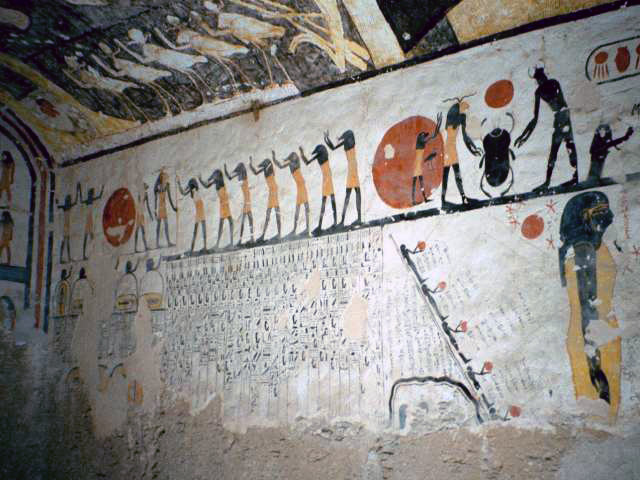
KV6

Mormântul lui Ramses IX (KV6) a fost de asemenea explorat încă din antichitate. Se află situat între KV5 și KV55. Se extinde 105 m în interiorul dealului, incluzând camerele laterale, care nu au fost finisate. Aspectul incomplet finisat al mormântului sugerează că mormântul nu era terminat la moartea lui Ramses IX. Alt mormânt notabil din această dinastie este KV19, al lui Mentuherkhepshef, fiul lui Ramses IX. Mormântul e mic, în schimb cu decorații foarte frumoase, și a fost restaurat de curând, fiind deschis și turiștilor.

### A 21-a dinastie
La sfârșitul Noului Regat, Egiptul a intrat într-o lungă perioadă de declin. Preoții thebani își sporesc puterea și administrează de facto Egiptul de Sus, în timp ce regii din Tanis controlează Egiptul de Jos. Mormintele încep să fie jefuite, astfel că în timpul celei de a XX-a dinastii, preoții lui Ammon deschid majoritatea mormintelor și mută mumiile în trei dintre ele, cu scopul de a le proteja. Mai târziu, multe din acestea au fost din nou mutate, într-o cameră funerară (TT320) lângă Deir el-Bahri . Mumiile au fost descoperite într-o mare dezordine, multe puse în cosciugele altora, altele fiind încă neidentificate. Alte mumii au fost mutate în mormântul lui Amenhotep II.
La sfârșitul celei de-a treia perioade intermediare și mai târziu, incinerări abuzive s-au făcut în mormintele deschise. În timpurile copților unele morminte au fost folosite ca biserici, grajduri sau chiar case de locuit.

### Jefuitorii de morminte
Aproape toate mormintele au fost jefuite, inclusiv cel al lui Tutankhamon, din care totuși s-a furat puțin. Câteva papirusuri au fost găsite, în care sunt descrise procesele jefuitorilor, în special de la sfârșitul celei de-a douăzecea dinastii. Unul din aceste papirusuri (Mayer B) descrie jefuirea mormântului lui Ramses VI, și este datat aproximativ din anul 9 al domniei lui Ramses IX.
Valea pare să fi fost jefuită organizat în timpul „războiului civil virtual”, care a început în timpul lui Ramses XI. Mormintele au fost deschise, tot ce era de valoare a fost luat, iar mumiile strânse și mutate în două locuri: mormintele lui Amenhotep II și Amenhotep I. Câțiva ani mai târziu majoritatea (40 de mumii) au fost mutate în Deir el-Bahri. Au scăpat de acest jaf numai mormintele a căror locație fusese pierdută (KV62, KV63 și KV46).

## Turism
Majoritatea mormintelor nu sunt deschise turiștilor (16 dintre ele pot fi deschise, dar foarte rar în același timp), oficialitățile închizându-le pentru lucrări de restaurare. Ghizilor nu le este permis să vorbească iar vizitatorii sunt rugați să nu facă zgomot și să meargă în șir indian. Fotografiatul nu este de asemenea permis în interiorul mormintelor.
Ca urmare a atentatului islamist din 17 noiembrie 1997, turismul în zonă a scăzut semnificativ.
În 2005 valea a fost vizitată de aproximativ 4-5000 de turiști zilnic.